# まろか
まろか（Maroka, 1990年〈平成2年〉10月29日 - ）は、日本のグラビアアイドル・タレント・レースクイーン。
東京都出身。ワンエイトプロモーションに所属していた。

## 人物・エピソード
- 趣味は、愛犬の散歩・料理・ホットヨガ・買い物・グルメ巡り・お酒・コスプレ・ゲーム。
- 特技は、水泳・妄想、料理。
- 学生時代に芸能関係の人を紹介されたことから、読者モデルを始める[3]。2014年には日テレジェニック候補生[4]、2017年にはミスFLASH2018[1]にエントリーされたが、途中で仕事の事情で辞退し、いずれもグランプリ受賞はならなかった。
- 父はカメラマン。そのため昔からグラビアに触れる機会が多く、本人も魅力的だなと思っていた[3]。
- キャッチコピーは【ましゅまろGカップ】のまろかです♡[3]。
- 現在は銀座で美容クリニックのカウンセラーとしても活動している（本人のTwitterとInstagramの自己紹介文にて）。

## 出演

### テレビ
- アイドルの穴〜日テレジェニックを探せ!〜（日本テレビ）[4]
- アイドルだらけの水泳大会（スカパー！）
- 内村さまぁ〜ず（TOKYO MX）
- スッキリ（日本テレビ）
- ミュージャック（関西TV）
- つんつべ♂（TOKYO MX）
- BULLROCK TV（サンテレビ）
- よゐこのカラダで調べる7〜8の事（AbemaTV）
- 男のザップ 生イキ! ジャンポケクルーズ 生イキ!ガールズ（BSスカパー！）
- Hot-Dog PRESS（BS日テレ）
- テリー伊藤と訳あり女（MONDO TV）
- 日本人の3割しか知らないこと くりぃむしちゅーのハナタカ!優越館（テレビ朝日）
- 視覚探偵 日暮旅人（日本テレビ）
- 360°まる見え!VRアイドル水泳大会（フジテレビ）
- 土曜の夜は尻上がり!「ピーチゃんねる」 シリタガールズ 1期生（AbemaTV）
- お願い!ランキング（AbemaTV）
- 炎の転校生 REBORN（Netflix）
- 東京オーディション(仮)（TOKYO MX）
- オトせ!（日本テレビ）
- 刑事ゆがみ（フジテレビ）
- フリンジマン（テレビ東京）
- タカトシのバラエティだろ〜が!!（AbemaTV）
- 女が女に怒る夜（日本テレビ）
- 良かれと思って! ゲスト：現役女性モデル（フジテレビ）
- オリラジ藤森のThe SAUNNER 〜サウナdeアツアツ〜 入浴モデル（GYAO!）
- 給与明細（2018年12月16日[5]、2018年12月23日[6]、AbemaTV）潜入ガール
- スピードワゴンの月曜The NIGHT（AbemaTV）
- 究極の人間二択ショー（グノシー）
- 芸能界麻雀最強位決定戦 THEわれめDEポン 24時間頂上決戦生スペシャル2018 〜今年もお先に牌が地球を救う〜（フジテレビONE）アシスタント
- 全日本全国4都市行脚 全日本パリピ選手権 in東京（AbemaTV）インスタグラドル軍団
- 僕はまだ君を愛さないことができる（フジテレビ）真路 加代子役
- ご参考までに。（日本テレビ）
- ハードワーキングホリデー（TBSテレビ）

### DVD
- 密（2014年5月22日、イーネット・フロンティア）
- Limit Break（2014年8月31日、BNS）
- Secret demolition（2015年3月27日、オルスタックソフト販売）
- 〜恋愛感情〜（2015年10月31日、グラッソ）
- もうやめてください（2016年12月6日、グラッソ）
- ましゅまろ（2018年2月16日、@misty）

### イメージガール
- 2015年：ダイヤモンドガール 5代目（大井競馬場）
- 2016年：SUPER GT aprRQ（apr HYBRID Victoria・31号車[Unit 1]）
- 2017年
  - SUPER GT Dijon Racing RQ（フロンティア・キューティーズ[Unit 2]）
  - スーパー耐久 ケーズフロンティアRQ（フロンティア・キューティーズ[Unit 3]）

### ユニットメンバー
1. ↑  松山英礼奈、まろか、蒼怜奈[7]
2. ↑  日下真実、まろか、大崎みゆ[2][8]
3. ↑  松岡夢、まろか、生田ちむ、大崎みゆ、杉原あやの[9]